# Olympische Sommerspiele 1976/Teilnehmer (Finnland)
| Gelbes Symbol für Goldmedaillen mit stilisierten Olympischen Ringen | Graues Symbol für Silbermedaillen mit stilisierten Olympischen Ringen | Braundes Symbol für Bronzemedaillen mit stilisierten Olympischen Ringen |
| ------------------------------------------------------------------- | --------------------------------------------------------------------- | ----------------------------------------------------------------------- |
| 4                                                                   | 2                                                                     | —                                                                       |

Finnland nahm an den Olympischen Sommerspielen 1976 in Montreal mit einer Delegation von 83 Athleten (77 Männer und 6 Frauen) an 63 Wettkämpfen in 14 Sportarten teil.
Die finnischen Sportler gewannen vier Gold- und zwei Silbermedaillen. Olympiasieger wurden der Ruderer Pertti Karppinen im Einer, der griechisch-römische Ringer Pertti Ukkola im Bantamgewicht und der Leichtathlet Lasse Virén über 5000 und 10.000 Meter. Virén war zudem Fahnenträger bei der Eröffnungsfeier.

## Teilnehmer nach Sportarten

### Bogenschießen
Männer
- Kyösti Laasonen
Einzel: 15. Platz

- Kauko Laasonen
Einzel: 20. Platz

### Boxen
- Lasse Friman
Halbweltergewicht: in der 2. Runde ausgeschieden

- Kalevi Marjamaa
Weltergewicht: in der 1. Runde ausgeschieden

- Kalevi Kosunen
Halbmittelgewicht: in Viertelfinale ausgeschieden

- Jorma Taipale
Mittelgewicht: in der 1. Runde ausgeschieden

- Pekka Ruokola
Schwergewicht: im Viertelfinale ausgeschieden

### Fechten
Männer
- Veikko Salminen
Degen: 58. Platz
Degen Mannschaft: 11. Platz

- Heikki Hulkkonen
Degen Mannschaft: 11. Platz

- Risto Hurme
Degen Mannschaft: 11. Platz

- Jussi Pelli
Degen Mannschaft: 11. Platz

### Gewichtheben
- Arvo Ala-Pöntiö
Mittelgewicht: 5. Platz

- Juhani Avellan
Halbschwergewicht: 5. Platz

- Jaakko Kailajärvi
Mittelschwergewicht: Wettkampf nicht beendet

- Taito Haara
Schwergewicht: 10. Platz

- Jouko Leppä
Superschwergewicht: Wettkampf nicht beendet

### Judo
- Markku Airio
Schwergewicht: in der 1. Runde ausgeschieden
Offene Klasse: in der 1. Runde ausgeschieden

### Kanu
Männer
- Hannu Kojo
Einer-Kajak 1000 m: im Halbfinale ausgeschieden
Zweier-Kajak 500 m: 6. Platz

- Kari Markkanen
Zweier-Kajak 500 m: 6. Platz

- Heikki Mäkelä
Vierer-Kajak 1000 m: im Viertelfinale ausgeschieden

- Eero Hynninen
Vierer-Kajak 1000 m: im Viertelfinale ausgeschieden

- Ilkka Nummisto
Vierer-Kajak 1000 m: im Viertelfinale ausgeschieden

- Unto Elo
Vierer-Kajak 1000 m: im Viertelfinale ausgeschieden

- Timo Grönlund
Einer-Canadier 500 m: im Halbfinale ausgeschieden
Einer-Canadier 1000 m: im Viertelfinale ausgeschieden

### Leichtathletik
Männer
- Ossi Karttunen
400 m: im Viertelfinale ausgeschieden
4-mal-400-Meter-Staffel: 8. Platz

- Markku Kukkoaho
400 m: im Viertelfinale ausgeschieden
4-mal-400-Meter-Staffel: 8. Platz

- Antti Loikkanen
1500 m: im Vorlauf ausgeschieden

- Markku Laine
1500 m: im Vorlauf ausgeschieden

- Lasse Virén
5000 m: Gold 
10.000 m: Gold 
Marathon: 5. Platz

- Pekka Päivärinta
5000 m: 13. Platz
10.000 m: im Vorlauf ausgeschieden

- Lasse Orimus
5000 m: im Vorlauf ausgeschieden

- Martti Vainio
10.000 m: im Vorlauf ausgeschieden

- Håkan Spik
Marathon: 16. Platz

- Jukka Toivola
Marathon: 27. Platz

- Tapio Kantanen
3000 m Hindernis: 4. Platz

- Ismo Toukonen
3000 m Hindernis: 12. Platz

- Hannu Mäkelä
4-mal-400-Meter-Staffel: 8. Platz

- Stig Lönnqvist
4-mal-400-Meter-Staffel: 8. Platz

- Antti Kalliomäki
Stabhochsprung: Silber

- Tapani Haapakoski
Stabhochsprung: 15. Platz

- Pentti Kuukasjärvi
Dreisprung: 10. Platz

- Reijo Ståhlberg
Kugelstoßen: 12. Platz

- Pentti Kahma
Diskuswurf: 6. Platz

- Markku Tuokko
Diskuswurf: 17. Platz

- Hannu Siitonen
Speerwurf: Silber

- Seppo Hovinen
Speerwurf: 7. Platz

- Jorma Jaakola
Speerwurf: 16. Platz

- Johannes Lahti
Zehnkampf: 11. Platz

- Heikki Leppänen
Zehnkampf: Wettkampf nicht beendet

Frauen
- Mona-Lisa Pursiainen
100 m: im Viertelfinale ausgeschieden
200 m: im Viertelfinale ausgeschieden
4-mal-400-Meter-Staffel: 6. Platz

- Pirjo Häggman
400 m: 4. Platz
4-mal-400-Meter-Staffel: 6. Platz

- Riitta Salin
400 m: 7. Platz
4-mal-400-Meter-Staffel: 6. Platz

- Marika Lindholm
400 m: im Viertelfinale ausgeschieden
4-mal-400-Meter-Staffel: 6. Platz

- Nina Holmén
1500 m: 9. Platz

- Susann Sundqvist
Hochsprung: 15. Platz

### Moderner Fünfkampf
- Risto Hurme
Einzel: 11. Platz
Mannschaft: 7. Platz

- Jussi Pelli
Einzel: 23. Platz
Mannschaft: 7. Platz

- Heikki Hulkkonen
Einzel: 35. Platz
Mannschaft: 7. Platz

### Radsport
- Harry Hannus
Straßenrennen: 20. Platz
Bahn 4000 m Einzelverfolgung: 13. Platz

### Ringen
- Pertti Ukkola
Bantamgewicht, griechisch-römisch: Gold

- Pekka Hjelt
Federgewicht, griechisch-römisch: 6. Platz

- Markku Yli-Isotalo
Leichtgewicht, griechisch-römisch: 8. Platz

- Mikko Huhtala
Weltergewicht, griechisch-römisch: 4. Platz

- Keijo Manni
Mittelgewicht, griechisch-römisch: in der 4. Runde ausgeschieden

- Kari Övermark
Leichtgewicht, Freistil: in der 2. Runde ausgeschieden

- Jarmo Övermark
Weltergewicht, Freistil: 7. Platz

### Rudern
Männer
- Pertti Karppinen
Einer: Gold

- Leo Ahonen
Zweier ohne Steuermann: 8. Platz

- Kari Hanska
Zweier ohne Steuermann: 8. Platz

- Erkka Mattila
Vierer ohne Steuermann: im Viertelfinale ausgeschieden

- Matti Salminen
Vierer ohne Steuermann: im Viertelfinale ausgeschieden

- Jorma Hurme
Vierer ohne Steuermann: im Viertelfinale ausgeschieden

- Pekka Pietilä
Vierer ohne Steuermann: im Viertelfinale ausgeschieden

### Schießen
- Jaakko Minkkinen
Kleinkalibergewehr Dreistellungskampf 50 m: 24. Platz
Kleinkalibergewehr liegend 50 m: 57. Platz

- Jouko Hietalahti
Kleinkalibergewehr Dreistellungskampf 50 m: 43. Platz
Kleinkalibergewehr liegend 50 m: 41. Platz

- Ari Westergård
Skeet: 14. Platz

- Markus Remes
Skeet: 14. Platz

### Schwimmen
Männer
- Tuomo Kerola
100 m Brust: im Vorlauf ausgeschieden
200 m Brust: im Vorlauf ausgeschieden

### Segeln
- Richard Grönblom
Finn-Dinghy: 19. Platz

- Mikko Brummer
470er-Jolle: 18. Platz

- Rudi Biaudet
470er-Jolle: 18. Platz

- Juha Siira
Tornado: 13. Platz

- Pekka Narko
Tornado: 13. Platz

- Matti Jokinen
Soling: 18. Platz

- Matti Paloheimo
Soling: 18. Platz

- Reijo Laine
Soling: 18. Platz